# Władysław Kamiński (polityk)
Władysław Kamiński ps. Zagłoba, Franc, Śliwa (ur. 17 marca 1897 w Siedlcach, zm. 17 maja 1944 pod Monte Cassino) – polski prawnik, rolnik, działacz społeczny, poseł na Sejm II (1928–1930), III (1930–1935) i IV (1935–1938) kadencji oraz senator V kadencji w II Rzeczypospolitej, uczestnik bitwy o Monte Cassino, członek Rady Głównej Centralnego Towarzystwa Organizacji i Kółek Rolniczych od 1934 roku.

## Życiorys
Urodził się 17 marca 1897 w Siedlcach, w rodzinie Aleksandra (drobnego rolnika) i Marii z Czerwińskich. W roku 1915 ukończył gimnazjum w Siedlcach i zdał maturę oraz rozpoczął studia na Wydziale Prawa Uniwersytetu Stefana Batorego w Wilnie, uzyskując dyplom w 1924 roku.

### Działalność niepodległościowa
W gimnazjum działał w OMN Szkół Średnich i od 1912 roku w trójzaborowym, konspiracyjnym Związku Młodzieży Polskiej „Przyszłość”, związanym z OMN oraz w harcerstwie.
Jesienią 1915 roku dotarł do Legionów Polskich. W latach 1915–1917 służył w 5 pułku piechoty, m.in. walczył pod Kostiuchnówką. Przeszedł również przez kurs podoficerski, szkołę instruktorską w Zambrowie i Zegrzu oraz szkołę oficerską 1 pułku piechoty Legionów w Zambrowie w 1917 roku. W 1917 roku został internowany w Szczypiornie i Łomży. Przed 1915 rokiem i po 1917 roku należał w POW.

### Dwudziestolecie międzywojenne
W listopadzie 1918 roku uczestniczył w rozbrajaniu Niemców i zgłosił się ochotniczo do 22 pułku piechoty. 8 stycznia 1924 został zatwierdzony w stopniu kapitana ze starszeństwem z 1 czerwca 1919 i 1453. lokatą w korpusie oficerów rezerwy piechoty. Posiadał wówczas przydział w rezerwie do 42 Pułku Piechoty w Białymstoku. Na stopień majora został mianowany ze starszeństwem z 19 marca 1939 i 40. lokatą w korpusie oficerów rezerwy piechoty.
Od 1921 roku pracował na terenie województwa wileńskiego jako sekretarz Rady Wojewódzkiej Centralnego Związku Osadników, następnie wiceprezes i prezes (w latach 30.) jego Zarządu Głównego, wiceprezes Związku Kółek Rolniczych i ZMW w Wilnie. Był członkiem Okręgowej Komisji Ziemskiej i zarządu Związku Legionistów, Wileńskiego Towarzystwa Rolniczego i Wileńskiej Izby Rolniczej (był jej wiceprezesem).
Był inicjatorem powołania uniwersytetu ludowego i wielu kursów oświatowych.

### Parlamentarzysta
W wyborach parlamentarnych w 1928 roku został wybrany posłem na Sejm II kadencji (1928–1930) z listy nr 1 (BBWR) z okręgu (nr 62) obejmującego powiat toruński. W kadencji tej należał do klubu BBWR. W wyborach do Sejmu w 1928 roku kandydował bez powodzenia także z listy państwowej.
W wyborach parlamentarnych w 1930 roku został ponownie wybrany posłem na Sejm Rzeczypospolitej Polskiej III kadencji (1930–1935) z listy państwowej nr 1 (BBWR) z tego samego okręgu (nr 62). W kadencji tej również należał do klubu BBWR. Pracował w komisjach: budżetowej (w której był zastępcą członka), prawniczej (zastępca członka) i reform rolnych.
W wyborach parlamentarnych w 1935 roku został wybrany posłem na Sejm Rzeczypospolitej Polskiej IV kadencji (1935–1938) wybranym 114 147 głosami z okręgu nr 49, obejmującego powiaty: oszmiański, wilejski i mołodecki. W kadencji tej pracował w komisjach: budżetowej (zastępca przewodniczącego), regulaminowej (do 1936 roku) i prawniczej (w sesji 1937–1938). W latach 1935 i 1936 był wybierany do specjalnej komisji do rozważenia projektu ustawy o upoważnieniu Prezydenta RP do wydawania dekretów, w 1938 roku – do specjalnej komisji do spraw cen artykułów rolnych.
W wyborach parlamentarnych w 1938 roku został wybrany senatorem z województwa wileńskiego. W kadencji tej należał do klubu OZN. Pracował w komisjach: budżetowej, prawniczej, rolnej. W 1938 roku został również wybrany do Komitetu Techniki Ustawodawczej.

### II wojna światowa
Uczestniczył w kampanii wrześniowej. We wrześniu 1939 roku organizował konspiracyjny Komitet Walki o Wyzwolenie, włączony następnie do SZP, którego został członkiem. Od grudnia 1939 roku do aresztowania był szefem Wydziału VI (Biuro Informacji i Propagandy) Dowództwa Wojewódzkiego SZP-Komendy Okręgu Wilno ZWZ i jednocześnie od 1940 roku był redaktorem czasopisma „Polska w Walce”. Został aresztowany przez NKWD 11 kwietnia 1941 roku. Był początkowo więziony w Wilnie, następnie w Moskwie (kolejno w więzieniach: na Łubiance, w Lefortowie i na Butyrkach), 29 lipca 1941 roku został skazany na karę śmierci przez Kolegium Wojskowe Sądu Najwyższego ZSRR, którą 12 sierpnia tego roku zamieniono na 10 lat „obozu poprawczego”. Został zwolniony z więzienia 13 sierpnia 1941 roku. Odrzucił zaproponowane przez ambasadora RP Stanisława Kota stanowisko kierownika delegatury ambasady w Taszkencie i objął dowództwo III batalionu 13 pułku piechoty („Rysiów”) 5 Wileńskiej Dywizji Piechoty Armii Polskiej w ZSRR. Od października 1942 roku walczył w Armii Polskiej na Bliskim Wschodzie i w 2 Korpusie Polskim do marca 1943 jako dowódca 15 Wileńskiego Batalionu Strzelców. W kampanii włoskiej walczył jako dowódca 13 Wileńskiego Batalionu Strzelców. W 1944 roku został awansowany na podpułkownika.

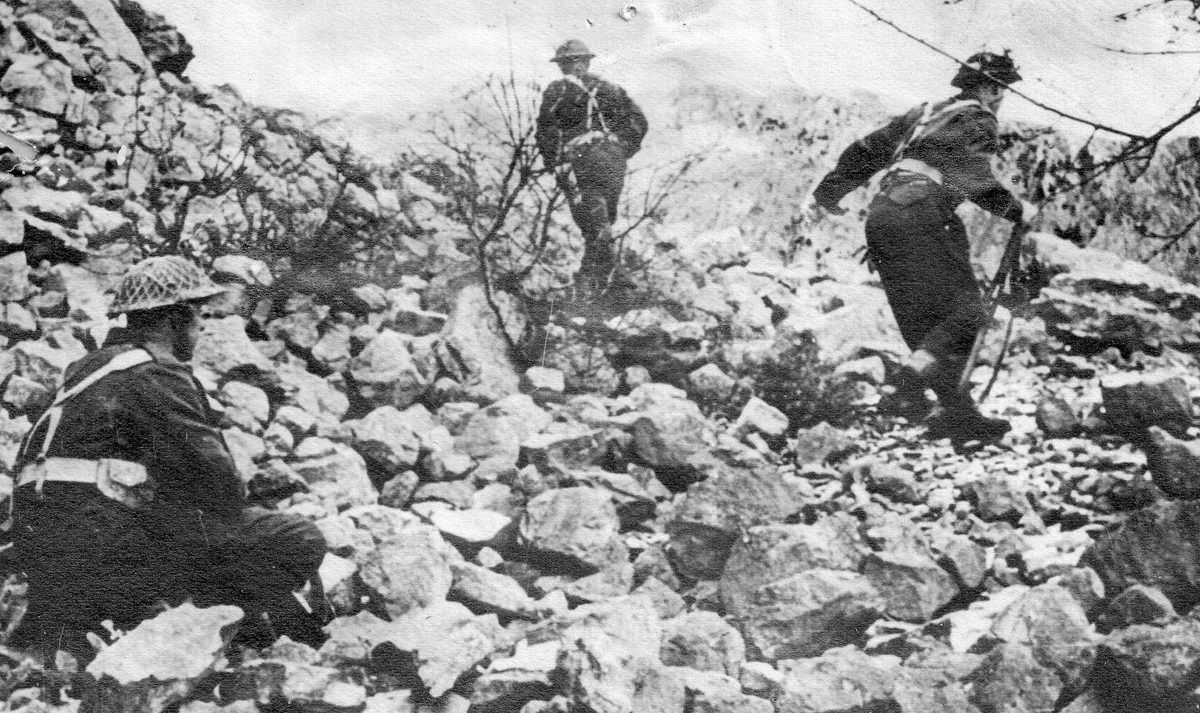
Polacy w czasie ataku na „Widmo” pod Monte Cassino

Poległ w bitwie o Monte Cassino, prowadząc atak swojego batalionu na wzgórze San Angelo (Cole S. Angelo). Został pochowany na Polskim Cmentarzu Wojennym na Monte Cassino.
Decyzją ministra obrony narodowej 11 września 2015 został pośmiertnie awansowany na stopień pułkownika.
Władysław Kamiński był żonaty z Sabiną Sawicką, z którą miał dwoje dzieci: Zdzisława (ur. 3 stycznia 1922), inżyniera i Alinę zamężną Kłosowską (ur. 12 maja 1927).

## Ordery i odznaczenia
- Krzyż Złoty Orderu Wojennego Virtuti Militari nr 51 (pośmiertnie)
- Krzyż Srebrny Orderu Wojskowego Virtuti Militari (28 lutego 1921)[12]
- Krzyż Niepodległości z Mieczami (6 czerwca 1931)[13]
- Krzyż Oficerski Orderu Odrodzenia Polski (11 listopada 1936)[14]
- Krzyż Walecznych (czterokrotnie, po raz 2, 3 i 4 w 1921)[15]
- Medal Wojska[16]
- Srebrny Krzyż Zasługi (16 listopada 1927)[17]
- Krzyż Pamiątkowy Monte Cassino nr 15378[16]
- Gwiazda za Wojnę 1939–1945 (Wielka Brytania)[16]
- Gwiazda Italii (Wielka Brytania)[16]
- Medal Wojny 1939–1945 (Wielka Brytania)[16]
- Krzyż Wojskowy (Wielka Brytania)[16]
- Srebrny Medal Waleczności II klasy (Austro-Węgry)[4]

## Twórczość
Władysław Kamiński w roku 1936 nakładem grupy literackiej „Przedmieście Łodzi” wydał swoją poezję pt. „Ziemio! Ziemio!”. Oryginał tego dzieła znajduje się w Bibliotece Uniwersyteckiej w Toruniu.